# Lucius Hunt
Lucius Hunt é uma banda australiana de rock progressivo formada em 2005. Algumas da influências da banda incluem Refused, Coheed and Cambria, Foo Fighters, Nirvana, Kyuss, The Mars Volta, Between the Buried and Me, At The Drive-In, Sparta, Alexisonfire, Atreyu, Poison the Well, Weezer, The Blood Brothers, Boysetsfire, Thrice, My Chemical Romance, Muse, AFI, A Perfect Circle, Bjork, Soundgarden, Rage Against the Machine, The Smashing Pumpkins, Killswitch Engage, The Dillinger Escape Plan e Dimmu Borgir, entre outras.

## História
A banda foi formada após o final da banda de hardcore The Murder em maio de 2005. Antes disso eram conhecido como zer0cold no ano de 2004, lançando inclusive um EP auto intitulado. zer0cold acabou brevemente, com os membros trabalhando em projetos solo ou paralelos. Em 2005 os músicos voltaram, renomeando o grupo para A Static Dream. Após uma série de confusões envolvendo o novo nome, trocaram novamente para Lucius Hunt em dezembro de 2005. A banda é conhecida por suas letras obscuras.

## Integrantes

### Formação atual
- Sean Hayter - guitarra, teclado e vocal
- Ryan Brown - baixo e vocal
- Mark Eggleton - bateria
- Dylan Bell - guitarra e teclado

### Ex-integrantes
- Adam Bickford - baixo e vocal
- Dion Ford - guitarra

## Discografia

### Álbuns e EP's
- zer0cold EP - como zer0cold (2004)
- Fear and Desire EP - como A Static Dream (2005)
- Fear and Desire : The Conflict Within (2006)

### Singles
- This Haunting (2006)